# Rhyacophila motakanta
Rhyacophila motakanta là một loài Trichoptera trong họ Rhyacophilidae. Chúng phân bố ở miền Cổ bắc.